# Про людей і чудовиськ
«Про людей і чудовиськ» (англ. Of Men and Monsters) — науково-фантастичний роман 1968 року американського письменника Вільяма Тенна, що вийшов у червні 1968 року у видавництві Ballantine Books у м'якій палітурці. Книга є розширенням повісті Тенна під назвою «Людство у стінах» (англ. The Men in the Walls), що спочатку вийшла в часописі «Galaxy Science Fiction» у жовтні 1963 року. «Про людей і чудовиськ» — єдиний повноцінний роман Вільяма Тенна, оскільки більшість його творів — повісті.

## Сюжет
Сюжетна лінія представляє гігантських, технологічно вищих прибульців, які завоювали Землю. Люди живуть як паразити, крадькома виходячи назовні, щоб вкрасти їжу та інші речі у прибульців. Склався складний соціальний і релігійний устрій, де жінки зберігають знання і працюють цілительками, а чоловіки служать воїнами та злодіями. Для прибульців люди — лише перешкода, вони не цивілізовані та не розумні, і взагалі вважаються паразитами, яких треба винищити.
Роман відкривається історією Еріка, хлопчика, який є членом племені, що називає себе «Людство». Для того, щоби стати дорослим, Ерік повинен пройти церемоніальний обряд посвячення, під час якого він повинен самостійно вирушити на територію монстрів і викрасти у них якусь річ, яку плем'я потім зможе використати для себе. Збираючись вирушити у свою пригоду, Ерік дізнається, що його дядько був таємним прихильником зовсім іншої філософії — ідеї, що «наука предків» не змогла дати відсіч прибульцям, коли вони вперше прийшли, а тому шукати стару «науку» було б марно. Розумніше було б спробувати здобути знання «чужої науки», а потім звернути їх проти чудовиськ. Ерік вирушає на чужу територію, щоб довести свою спроможність, і зустрічає ще кількох людей, які також вірять, що інопланетна наука — це відповідь на те, як вирватися зі скрутного становища. Однак, повернувшись до нори, Ерік дізнається, що повстання під проводом його дядька зазнало поразки, і тепер він — вигнанець. Далі починається шлях Еріка від хлопчика до чоловіка, від послідовника до лідера і, зрештою, від полону до визволення.

## Публікація
Книга вперше вийшла у червні 1968 року у видавництві Ballantine Books у м'якій обкладинці для масового читача. Згодом її перевидавали ще кілька разів, у тому числі колекційне видання наукової фантастики Gollancz Science Fiction Collectors' Edition. Серед інших мовних видань та перевидань:
- 1969 — «Gli uomini nei muri» (італійською) Mondadori, Urania #521
- 1972 — «Von Menschen und Monstren» (німецькою), Гейн
- 1991 — «Lidé a Netvoři» (чеською), Іво Железний
- 2001 — «Here Comes Civilization» (тверда палітурка), NESFA Press
- 2011 — «Of Men and Monsters» (видання Kindle, англійською), Gateway

## Огляди
У «Science Fiction Weekly» Адам-Трой Кастро назвав роман «фантастичним і часто дотепним», але закинув йому «просту і схематичну характеристику», зазначивши, що «ніхто не цікавий, навіть [головний] герой».
Джо Волтон описав його як «одночасно пригодницьку історію, що сприймається серйозно, і пародію на пригодницьку історію, зіграну заради сміху», і похвалив фінал як «щасливий кінець, смішний кінець, емоційно задовільний кінець, але кінець, який є типовим і дотепним».